# Norra Malå revir
Norra Malå revir var ett skogsförvaltningsområde inom Skellefteå överjägmästardistrikt som omfattade av Norrbottens län kronoparkerna Hedberget, Ålderliden och Krutberget i Arvidsjaurs socken samt av Västerbottens län nordliga delen av Malå socken. Reviret, som var indelat i tre bevakningstrakter, omfattade 46 614 hektar allmänna skogar (1920), varav åtta kronoparker med en areal av 44 909 hektar.